# Portugal em Direto
Portugal em Direto é um programa da Rádio e Televisão de Portugal (RTP), focando-se na informação local ao nível nacional. É apresentado de segunda-feira a sexta-feira, por Dina Aguiar e com ocasionais apresentadores. Sucedeu ao Regiões como espaço para a informação local da televisão pública portuguesa. Estreou a 10 de Outubro de 2005, e ocupa atualmente das 17h30 às 19h00 da RTP1.

## Apresentadores

### Apresentadores
| Anos                                 | Apresentador              | Dias           |
| ------------------------------------ | ------------------------- | -------------- |
| 2005-presente                        | Dina Aguiar               | Todos os dias  |
| 2006-2021/ 2025-presente             | Cristina Esteves          | Ocasionalmente |
| 2011-2020 / 2022-2023/ 2024-presente | Alberta Marques Fernandes | Ocasionalmente |
| 2022-presente                        | Daniela Santiago          | Ocasionalmente |